# Чотири двійки
Чотири двійки (англ. The Four Deuces) — комедійний бойовик 1975 року.

## Сюжет
Вік Мороно — відомий мафіозі часів сухого закону. Він володіє нічним клубом, який називається «Чотири двійки». У Віка є суперник — Чіко Гамільтон, власник клубу «Високий капелюх». Коли Вік захоплює вантажівку з контрабандним спиртним, що належить Чіко, між гангстерами починається війна.

## У ролях
- Джек Пеланс — Вік Мороно
- Керол Лінлі — Венді Ріттенхаус
- Воррен Берлінджер — Чіко Гамільтон
- Адам Рорк — Расс Тіммонс
- Джанні Руссо — Чіп Мороно
- Х.Б. Хеггерті — Міккі Наварро
- Джонні Хаймер — Бен Арлен
- Мартін Коув — Смокі Росс
- Чері Латімер — Доллі Мороно
- Е.Дж. Пікер — Лорі Роджерс
- Деймон Кофер — Бероус
- Бен Фроммер — Джордж
- Мікі Мортон — Бук
- Джек О'Лірі — Булл
- С'єрра Бандіт — Флейм
- Роберт Дімен — Блейд
- Лоіс Форейкер — співачка
- Іссак Гоз — Бубері
- Лани Густавсон — Ма Гамільтон
- Джеймс Джетер — Капітан «Смітті» Берд
- Девід Жолліффе — Бад
- Річард Молінер — Шеферд
- Арнольд Морено — священик Вокер
- Брук Пеланс — медсестра
- Роб Ріс — Лейк
- Роберт Шейн — Вінс